# Astrupia sodwanensis
Astrupia sodwanensis är en insektsart som beskrevs av Otte, D. 1987. Astrupia sodwanensis ingår i släktet Astrupia och familjen syrsor. Inga underarter finns listade i Catalogue of Life.